# M7 Priest
De 105mm Howitzer Motor Carriage M7 is een Amerikaanse stuk gemechaniseerde artillerie uit de Tweede Wereldoorlog. De officiële bijnaam Priest kreeg hij dankzij de ring die om het machinegeweer heen zat en veel weg had van een preekstoel.

## Geschiedenis
Tijdens de Tweede Wereldoorlog kwamen de Amerikanen erachter dat ze gemechaniseerde artillerie nodig hadden met genoeg vuurkracht om de infanterie te kunnen ondersteunen. Het voertuig moest goed bepantserd zijn, zodat het bestand was tegen vijandelijk vuur. Het chassis en de aandrijving van de M3 Lee werden als basis gebruikt. De M3 tanks werden omgebouwd zodat er een 105 mm-houwitser op kon en later kwam er ook een machinegeweer bij. De productie begon in april 1942.
Net als bij de tanks werd het chassis van de M3 later vervangen door dat van de M4 Sherman en dat gebeurde ook bij de M7 Priest. Deze versie met het M4 chassis kreeg de Amerikaanse aanduiding M7B1. De gevechtsruimte werd verhoogd door scharnierende platen te bevestigen om de bemanning en munitie beter te beschermen. Er was ruimte om 69 granaten mee te nemen.

## Inzet
Verschillende Priests zijn uitgeleend aan andere deelnemende landen. Zo zijn er 90 exemplaren aan het Britse 8e Leger gezonden, dat toen in Noord-Afrika vocht. Veel M7 Priests zijn ingezet in de Slag om El Alamein. Het voertuig bleek meteen van grote waarde te zijn en de Britten bestelden nog eens 5500 exemplaren. Deze hebben ze echter niet allemaal gekregen van de Amerikanen. In Amerikaanse dienst was de M7 Priest ook een groot succes. Zo kreeg elke Amerikaanse pantserdivisie drie bataljons M7 Priests, zodat ze altijd genoeg artillerie ondersteuning hadden.
In totaal zijn 3490 M7's geproduceerd, waarvan 953 exemplaren van het type M7B1. Ook na de Tweede Wereldoorlog werden ze nog door het Amerikaanse, Britse, Belgische en Duitse leger gebruikt.

## Varianten
- M7: De eerste versie.
- M7B1: De M7 met de chassis van de M4A3 Sherman.
- M7B2: De M7 met een 155 mm-houwitser met een grotere elevatie om doelen in bergen te beschieten, maar met een gereduceerd bereik.
- M7 Kangaroo: Een M7 waarvan de hoofdbewapening was verwijderd en aangepast om militairen met volledige bepakking te vervoeren. Het was een eerste versie van een gepantserd infanterievoertuig.

## Galerij

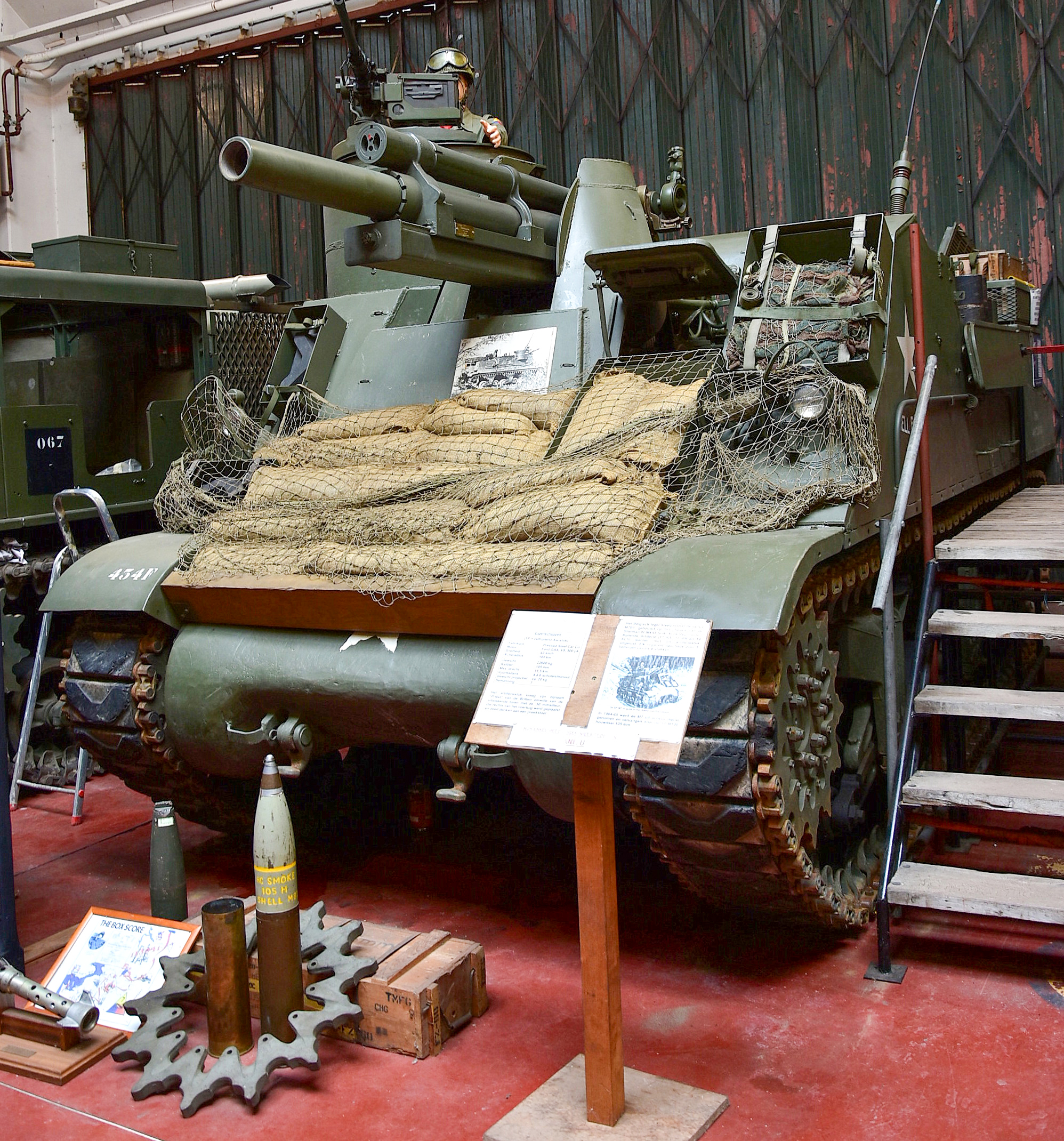
M7 Priest in het Site Gunfire Brasschaat-Museum
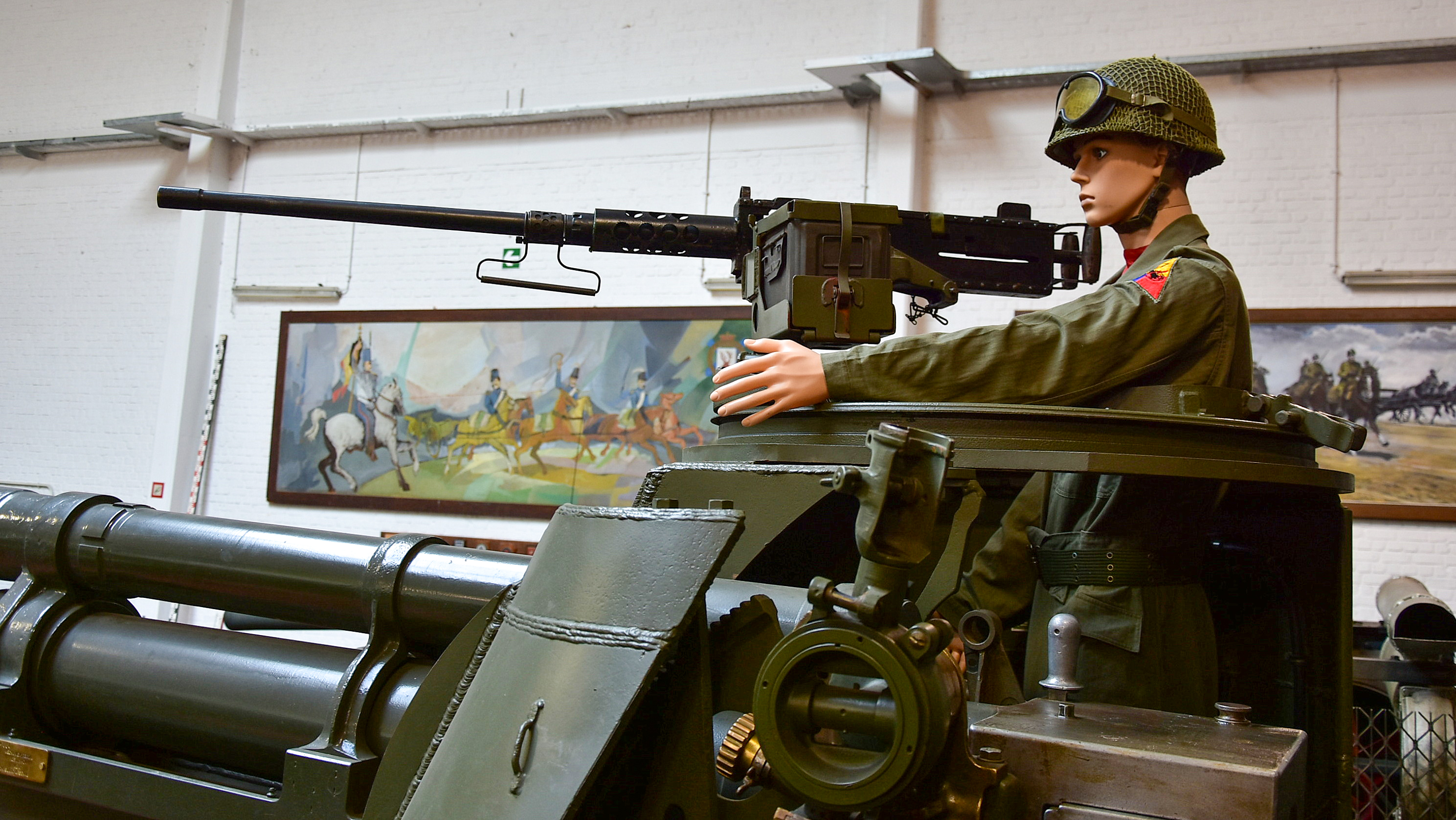
Schutter van de Browning .50 cal M2 MG
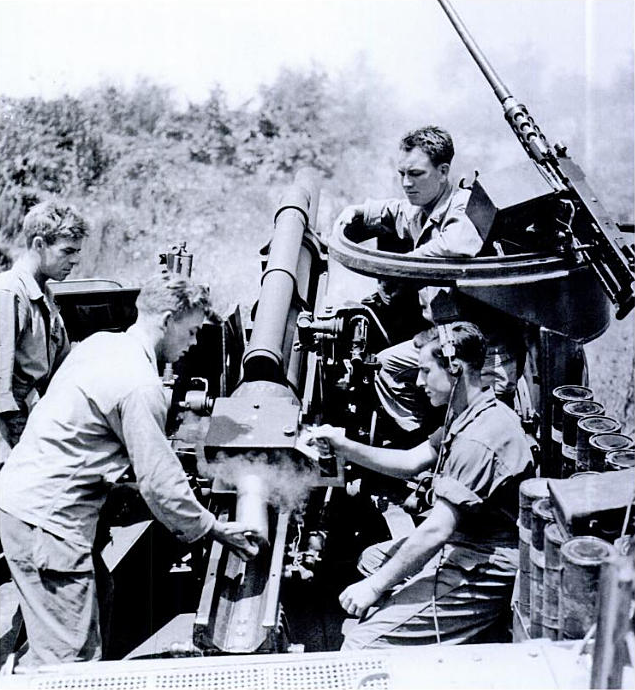
M7 Priest in actie bij de Arno in Italië
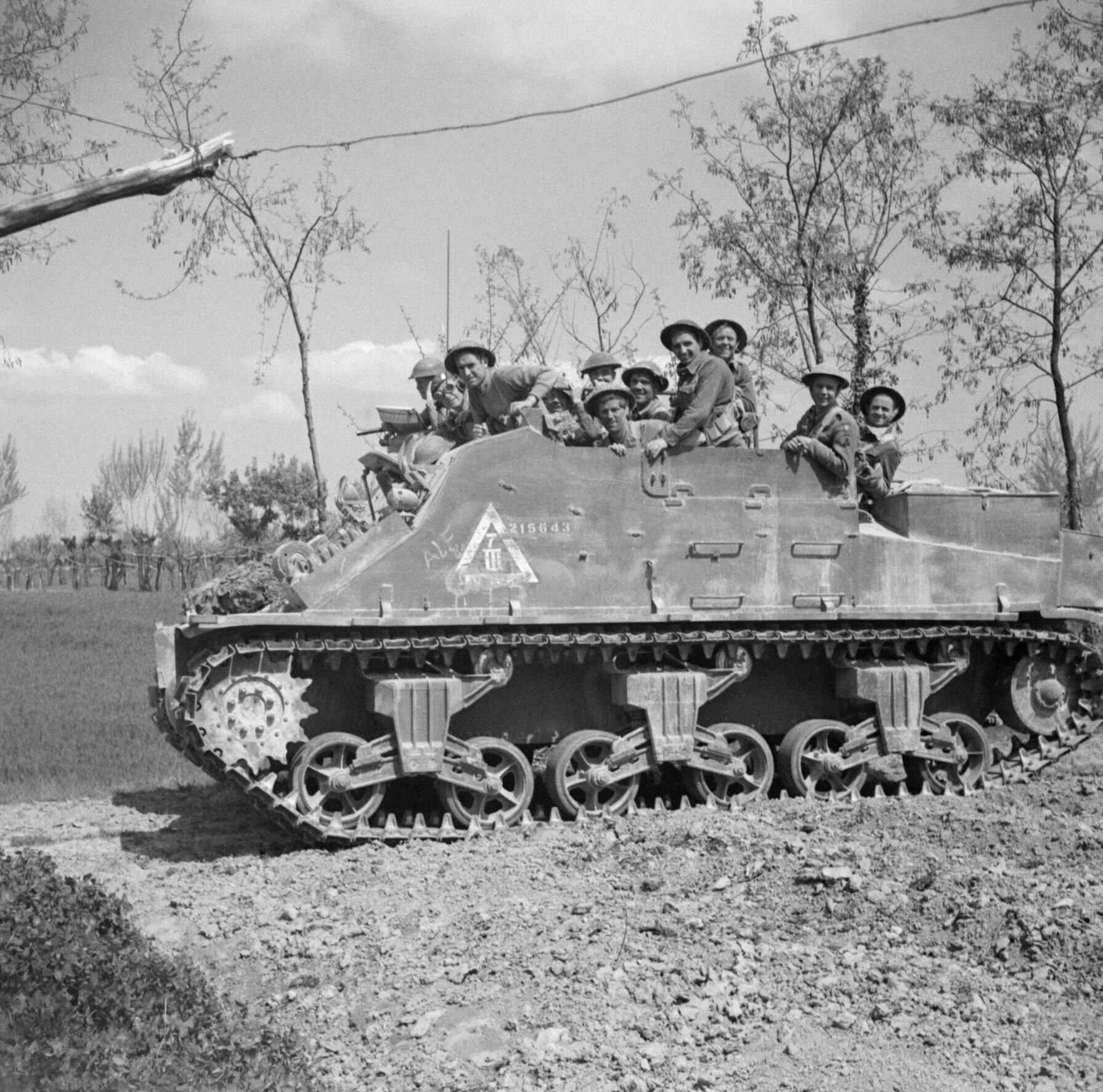
M7 Kangaroo met Britse militairen in Italië (1945)